# Altenerding

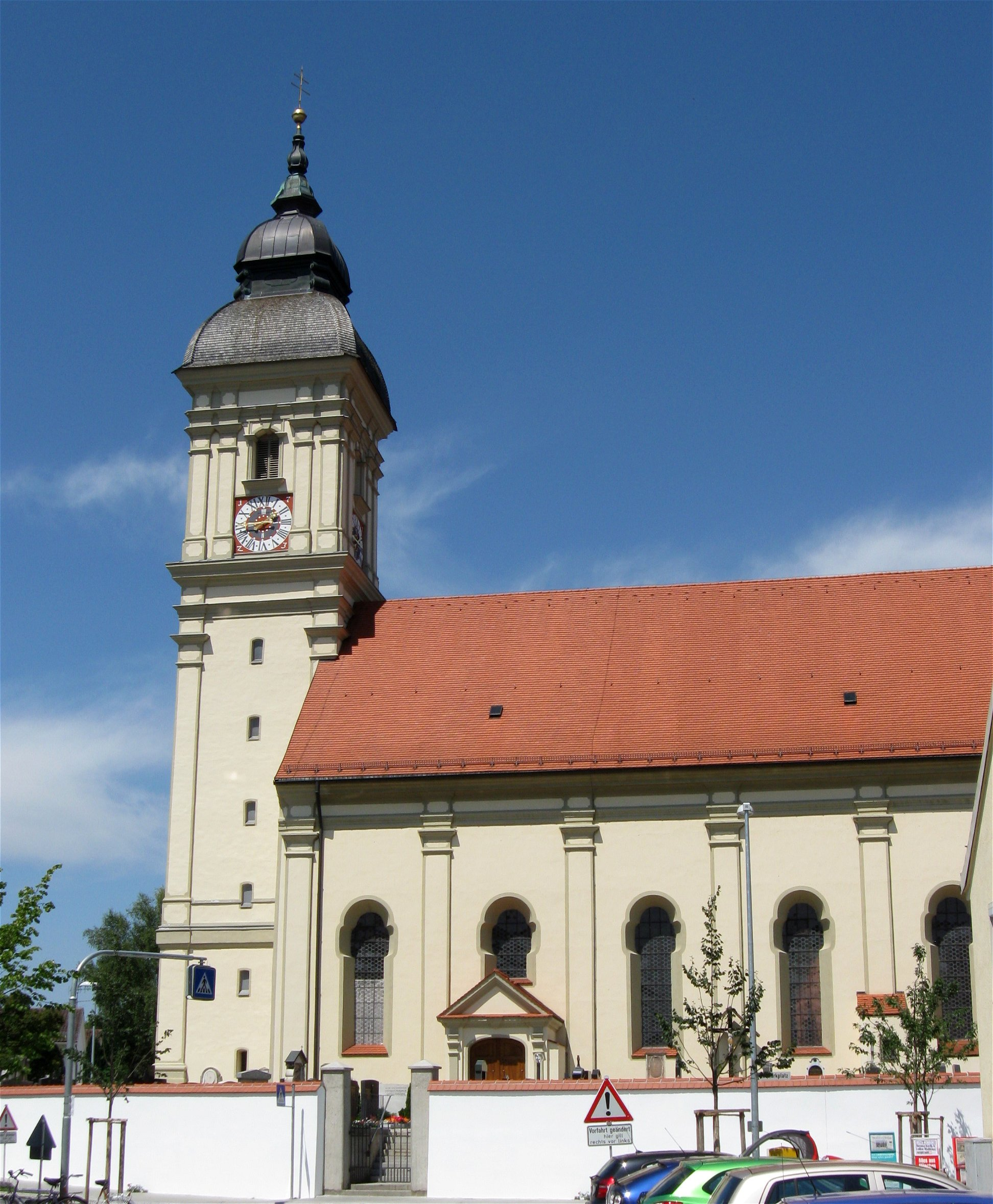
Pfarrkirche St. Mariae Verkündigung

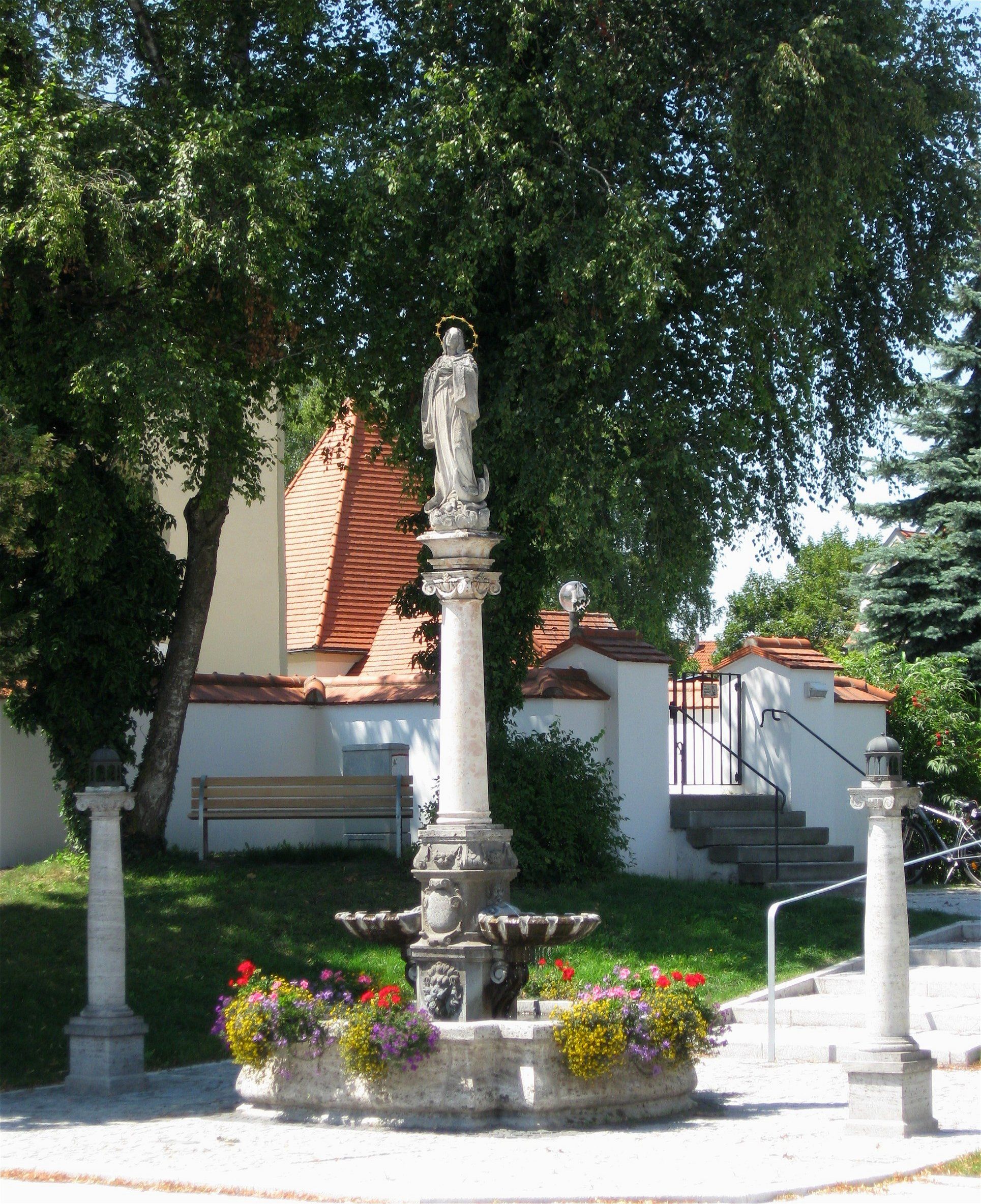
Mariensäule

Altenerding ist ein Stadtteil der Großen Kreisstadt Erding im oberbayerischen Landkreis Erding. 

## Geografie
Das Pfarrdorf Altenerding liegt an der Sempt und grenzt südlich an die Kernstadt Erding an.

## Geschichte
Für den Königshof Ardeoingas wurde bei Grabungen eine unbefestigte ältere Bauphase des Hofs aus der 1. Hälfte des 7. Jahrhunderts entdeckt. 788 wurde die Siedlung „Ardeoingas“ das erste Mal urkundlich erwähnt. 891 schenkte König Arnulf den dortigen Königshof dem Domkapitel in Salzburg. Der Ortsname wird vom Personennamen Ardeo abgeleitet und bezog sich vor der Gründung der Herzogsstadt Erding 1228 auf Altenerding. Altenerding war seit 1483 Sitz einer salzburgischen Hofmark, die 1498 in den Besitz der Grafen von Haag kam. Der letzte Graf von Haag, Ladislaus, verkaufte Schloss und Hofmark Altenerding im Jahre 1554 an Johann Jakob Fugger. Nach 1566 zählte Altenerding zum bayerischen Pfleggericht Erding.
Im Dreißigjährigen Krieg wurde das Fugger’sche Schloss abgebrannt und nicht wieder aufgebaut. Die im Kern spätgotische Pfarrkirche St. Mariae Verkündigung ist ein Bau von Anton Kogler 1721–1724.
Die Gemeinde Altenerding entstand mit dem Gemeindeedikt von 1818. Die ehemalige Gemeinde umfasste zuletzt neben Altenerding die Orte Ammersdorf, Aufhausen, Bergham, Graß, Indorf, Itzling, Kiefing, Klettham, Neuhausen, Pretzen, Schollbach, Singlding, Straß, Voggenöd, Werndlfing und Ziegelstatt. Der Ort Sankt Paul gehörte ursprünglich auch zur Gemeinde Altenerding; von der wechselte er zwischen 1885 und 1900 nach Erding. Bis zur Volkszählung 1885 wurde eine Einöde Wasenstatt als Ort aufgeführt. Bis 1924 gehörte zudem Heilig Blut zur Gemeinde.
Am 1. Mai 1978 wurde die Gemeinde Altenerding im Zuge der Gemeindegebietsreform in die Stadt Erding eingegliedert.

## Persönlichkeiten
- Franz Grundmayr (1750–1823), römisch-katholischer Geistlicher und Schriftsteller

## Sehenswürdigkeiten
- Pfarrkirche St. Mariae Verkündigung
- Mariensäule